# Luca Di Blasi
Luca Di Blasi  (* 9. November 1967 in Luzern, Schweiz) ist ein deutsch-italienischer Philosoph.

## Leben
Di Blasi wurde in Luzern als Sohn einer deutschen Mutter und eines italienischen Vaters geboren. Er verbrachte seine Kindheit und Jugend in Luzern, Norditalien (Monza Brianza), Saarbrücken und in Südtirol. Di Blasi studierte zunächst Volkswirtschaft an der Wirtschaftsuniversität Wien. Er wechselte zur Germanistik und Philosophie und schloss bei Wendelin Schmidt-Dengler mit einer Arbeit zu Rudolf Steiners Mysteriendramen an der Universität Wien 1994 mit dem Magister ab.
Peter Sloterdijks Heidegger-, Nietzsche- und Gnosis-Seminare im Aktsaal der Wiener Akademie der Künste regten sein Interesse an Mystik und Gnosis wie den Grenzbereich zwischen Philosophie und Religion an. 1995 war Di Blasi Stipendiat im Forschungsinstitut für Philosophie Hannover und wissenschaftlicher Mitarbeiter von Peter Koslowski und Vittorio Hösle. Er war dabei maßgeblich an der Verwirklichung eines Projekts „für ein nachhaltiges Verhältnis zur Umwelt“ im Rahmen der Expo 2000 in Hannover beteiligt. 2001 wurde er an der Katholischen Universität Eichstätt promoviert, die Doktorarbeit Der Geist in der Revolte. Der Gnostizismus und seine Wiederkehr in der Postmoderne wurde ein Jahr später im Fink-Verlag veröffentlicht. Er habilitierte sich 2015 an der Universität Bern. 2018 wurde er zum assoziierten Professor ernannt.  
Di Blasi ist mit der Kulturjournalistin Johanna Di Blasi verheiratet und lebt in Berlin und Bern.

## Forschung
2003–2006 war er Post-Doktorand am Projekt „Mystik und Moderne“ an der Universität Siegen und betreute das Thema „Cybermystik“, das sich mit mystischen und gnostischen Dimensionen der Kybernetisierung der Welt und trans- und posthumanistischen Visionen auseinandersetzte. Zur gleichen Zeit war er Lehrbeauftragter für Philosophie an der Universität Flensburg. Anfang 2007 wurde er akademischer Assistent des Direktors Christoph Holzhey an der privaten Forschungs- und Kultureinrichtung Institute of Cultural Inquiry Berlin und war am Aufbau dieses Institutes beteiligt. Er lehrt Philosophie an der Theologischen Fakultät der Universität Bern.

## Publizistisches
Seit Ende der 1990er Jahre ist Di Blasi publizistisch tätig. Beiträge finden sich u. a. für Fachzeitschriften („Allgemeine Zeitschrift für Philosophie“, „Deutsche Zeitschrift für Philosophie“, „Jahrbuch für Philosophie des Forschungsinstituts für Philosophie Hannover“, „Zeitschrift für Politik“), Kulturzeitschriften („Merkur. Deutsche Zeitschrift für europäisches Denken“, „Sinn und Form“, „Lettre International“) und Wochen- und Tageszeitungen (Die Zeit, NZZ, SZ, HAZ u. a.). Als Hauptanliegen nennt er die Frage der Dezentrierung des Westens in Bezug auf die Frage nach dem säkularen bzw. säkular-christlichen Selbstverständnis, zu erkunden.
Thematisiert hat er unter anderem Fragen der Zivilreligion in Europa. In seinem Artikel „Die besten Videos drehte al-Qaida“ für die ZEIT untersuchte er Parallelen im Selbstverständnis der Avantgarden und des Terrorismus. Mit Bezug auf Boris Groys nennt er Terroristen verhinderte Künstler, die ähnlich wie die Anarchisten zu Zeiten Pjotr Kropotkins und den historischen Avantgardisten um mediale Aufmerksamkeit rangen. Bereits 1939 habe allerdings der Kunstkritiker Clement Greenberg unter dem Motto Avantgarde and Kitsch das Streben nach großartiger Wirkung als Kitsch charakterisiert.
Sein Buch Der weiße Mann. Ein Anti-Manifest wurde im Oktober 2014 mit dem GfM Best Publication Award Gender & Medien 2014 ausgezeichnet.

## Bücher
Als Autor
- Dezentrierungen. Beiträge zur Religion der Philosophie im 20. Jahrhundert, Wien, Berlin (Turia + Kant) 2018,[12] ISBN 978-3851329056.
- Der weiße Mann. Ein Anti-Manifest, Bielefeld (transcript) 2013,[13][14][15][16][17][18] ISBN 978-3837625257.
- Der Geist in der Revolte. Der Gnostizismus und seine Wiederkehr in der Postmoderne, München (Fink) 2002, ISBN 3-7705-3735-1.

Als Herausgeber
- Wendy Brown, Rainer Forst: The Power of Tolerance. A Debate (gemeinsam hg. mit Chr. Holzhey), Wien, Berlin (Turia + Kant) und New York (Columbia University Press) 2014,[19] ISBN 978-0231170185.
- The Scandal of Self-Contradiction. Pasolini’s Multistable Subjectivities, Geographies, Traditions (gemeinsam hg. mit M. Grangnolati und Chr. F. Holzhey), Wien, Berlin (Turia + Kant) 2012.[20]
- Mit Boris Groys, Vittorio Hösle: Die Vernunft an die Macht. Ein Streitgespräch (gemeinsam hg. mit Marc Jongen), Wien (Turia + Kant) 2011, ISBN 978-3851326536.
- Cybermystik (Hg.), München (Fink) 2006, ISBN 978-3770542185.
- Nachhaltigkeit in der Ökologie. Wege in eine zukunftsfähige Welt (gemeinsam hg. mit V. Hösle und B. Goebel), München (Beck) 2001, ISBN 3-406-47561-2.